# Проснуться в Шанхае
«Проснуться в Шанхае» — украинский художественный фильм 1992 года режиссёра Николая Седнева, снятый по собственному сценарию на киностудиях им. А. Довженко (ТО «Дебют») и «Флора».

## Сюжет
Фильм рассказывает о первой любви двух старшеклассников, Виталия и Лены, из трущоб одесской окраины. Их отношения развиваются несмотря на недобрые отношения их родителей.

## В ролях
- Алла Куц — Лена Федоренко
- Владислав Маслов — Виталий Заремба
- Ирина Токарчук — мамаша
- Роман Голубенко — Паша
- Дмитрий Гандзей — эпизод
- Николай Токарь — Костя-бухарик
- Владимир Мальцев — эпизод

## Съёмочная группа
- Режиссёр: Николай Седнев
- Сценарист: Николай Седнев
- Оператор: Александр Стволин
- Художник: Алексей Бокатов
- Звукорежиссёр: Иосиф Гольдман
- Композитор: Игорь Мыленко

## Фестивали и награды
- 1992 — Кинофестиваль детских и юношеских фильмов «Веснянки» (Харьков) — Главный приз

### Рецензии
- Иванова В. Проснуться в Шанхае : кинообозрение // Культура. — 1992. — № 23 (6851) (3 октября). — С. 8.